# Zanes
Los Zanes (en griego antiguo: Ζάνες, pl. de Zeus) eran las pequeñas estatuas de Zeus fundidas en bronce que eran erigidas a costa de las multas con que eran sancionados los concursantes olímpicos, bien por dejarse sobornar o bien por intentar sobornar al rival. Genéricamente, cuando se infringía algunas de las normas básicas que regían las competiciones en Olimpia. Su nombre derivaba de la forma dórica del nombre de Zeus, Zan.
Las estatuas se alineaban a lo largo del témenos del Estadio, y en cada estatua se inscribía el nombre de la persona que pagaba la multa y la infracción por la que se erigía. De este modo, servían como una especie de castigo vergonzoso para el competidor y para toda su ciudad natal. Debido a su ubicación, todos los atletas que se dirigían al lugar de la carrera tenían que pasar por ellas. Así se incitaba a los demás a evitar las trampas.

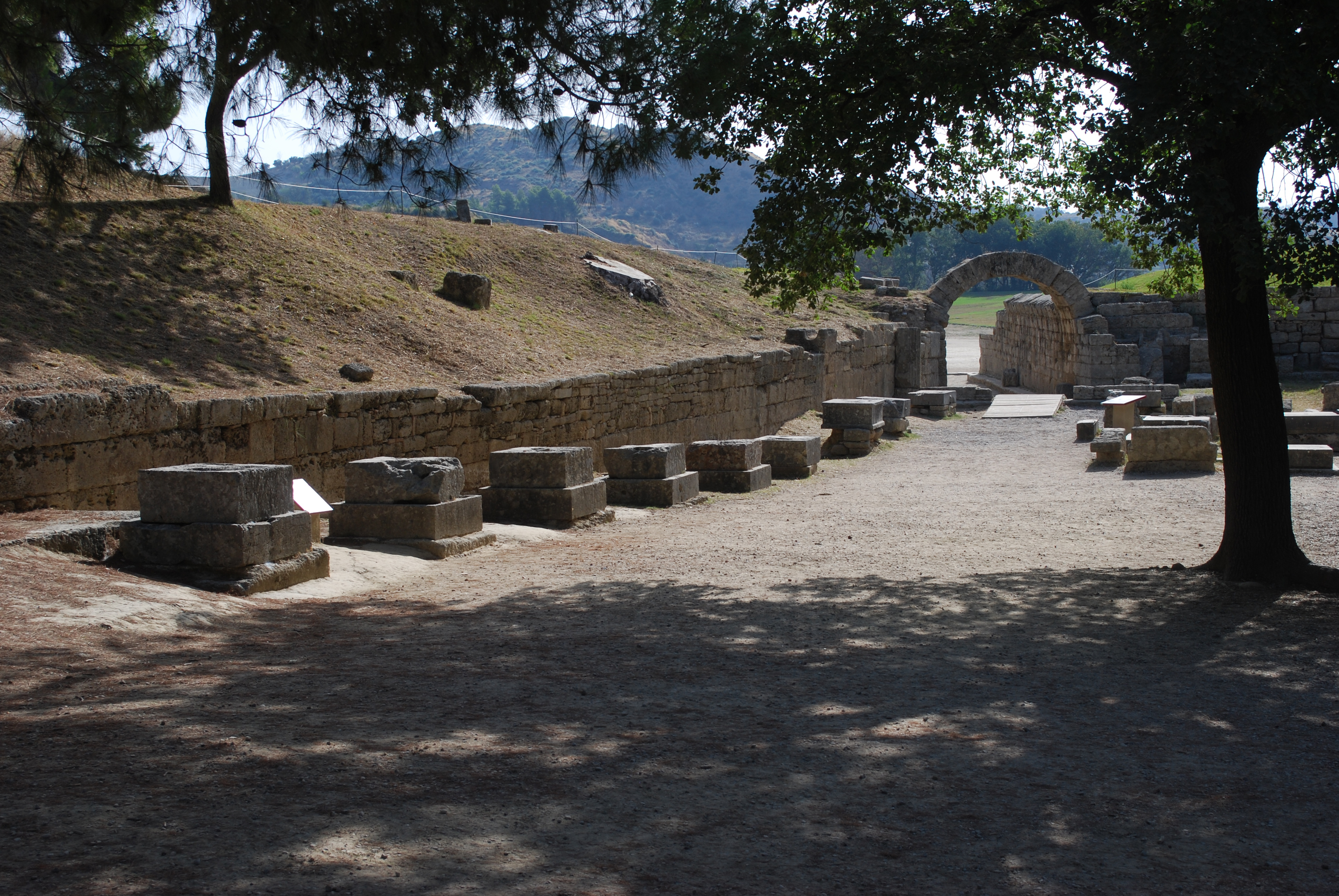
Los pedestales de las estatuas de Zanes, con la puerta del Estadio al fondo.

Según Pausanias, los primeros zanes se mandaron realizar en los Juegos del 98 Olimpiada (388 a. C.), durante los cuales fueron sancionados Agetor de Arcadia, Pritanis de Cícico, Formión de Halicarnaso  y un tesalio llamado Eupolo fueron multados por sobornar a tres de sus compañeros en un combate de  boxeo Otros casos son el del ateniense Calipo, que sobornó a su oponente en la 112.ª Olimpiada (332 a. C.), y Sarapión de Alejandría, que fue condenado por cobardía tras huir justo antes de un combate de pancracio en la Olimpiada 201 (25 d .C.). Curiosamente, sin embargo, los nombres de los vencedores condenados por hacer trampas no fueron retirados de las listas oficiales de ganadores[4]. Con el importe de las multas impuestas se erigieron los primeros seis Zanes que llevaban grabados en su base, excepto dos, versos elegíacos en los que se exhortaba a buscar la victoria en Olimpia, no con el dinero, sino con la ligereza de los pies y la fuerza del cuerpo. En otra de ellas la inscripción mencionaba que había sido puesta por la devoción a lo divino y por la piedad de los eleos. En las dos últimas constaba la alabanza de los eleos por el castigo de los púgiles y la exhortación para que ningún atleta intentase conseguir la victoria por dinero. Al parecer, en el pedestal de la estatua, además de las exhortaciones habituales, se solía grabar el nombre del infractor, así com el de su ciudad de procedencia, pero  Curiosamente, sin embargo, los nombres de los vencedores condenados por hacer trampas no fueron retirados de las listas oficiales de ganadores.
A partir de la 98 Olimpiada, existieron diversas infracciones más, que motivaron las sanción correspondiente, que elevó el número de Zanes a 16. Las estatuas debieron de hallarse alineadas al sur de la Terraza de los Tesoros en la zona oeste del pasadizo del Estadio. Formaban en conjunto un zócalo notorio y ejemplarizante para los atletas, que antes de entrar a la arena de la pista para competir, debían pasar forzosamente al borde de la hilera de los zanes. Había al menos dieciséis estatuas de Zanes. Ninguna de las estatuas ha llegado hasta nuestros días; sólo se conservan sus pedestales.